# Индальсэльвен
И́ндальсэ́львен (швед. Indalsälven) — река в Швеции. Длина реки — 430 км.
Высота истока — 378 м над уровнем моря. Протекает через озеро Стуршён. По течению реки находится множество гидроэлектростанций. Впадает в Ботнический залив в районе Тимро.
До 1796 года река протекала через озеро Рагундашён, образованное водопадом Стурфоршен. В июле 1786 года было прокопано альтернативное русло в обход водопада для более удобного сплава дерева, однако вода размыла канал и озеро полностью было спущено, в результате чего водопад «умер». Сейчас на этом месте образован заповедник Дёда-Фаллет.